# Erwin Köstler (Politiker)
Erwin Köstler (* 3. April 1928 in Ardagger, Niederösterreich; † 24. September 1993 in Großraming, Oberösterreich) war ein österreichischer Politiker (ÖVP).

## Leben
Erwin Köstler legte nach dem Besuch der Pflichtschule und des Realgymnasiums die Matura ab.
Erwin Köstler starb nur drei Jahre nach seinem Ausscheiden als Bundesrat, im Alter von 65 Jahren.

## Politik
Schon in jungen Jahren engagierte er sich in der ÖVP und stieg innerhalb seiner Partei zum Bezirksparteisekretär für den Bezirk Amstetten auf.
Auch wurde er Sekretär im Bauernbund, in welchem er 1976 zum Direktor für Oberösterreich gewählt wurde.
Im Oktober 1979 wurde Köstler in Wien als Mitglied des Bundesrats vereidigt, welchem er über 10 Jahre, bis Dezember 1989 angehören sollte. War Köstler in der ersten Hälfte des Jahres 1988 noch Stellvertretender Vorsitzender, so übte er in der zweiten Jahreshälfte 1988 bereits das Amt des Bundesratspräsidenten aus.